# Where Are Ü Now
«Where Are Ü Now» es una canción pop, EDM hecha por los DJs y productores estadounidenses Skrillex y Diplo bajo el seudónimo de Jack Ü, cuenta con la voz del cantante pop de origen canadiense Justin Bieber. La canción fue lanzada el 27 de febrero de 2015.

## Producción y publicación
En un principio, Justin Bieber tuvo la idea de hacer una balada de piano «en una noche que estaba solo en el estudio», y Karl Rubin Brutus y Jordan Ware la produjeron; no obstante, decidió enviar el trabajo al dúo de disc jokeys y productores estadounidenses Jack Ü, integrado por Skrillex y Diplo, para que convirtiesen la «melodía en un sencillo EDM». Estos se encargaron de arreglar dicha composición, así como también se encargaron de la masterización, mezcla y grabación de la pista; mientras que junto a Brutus y Ware la produjeron. Por otro lado, Jack Ü, Brutus, Ware, Bieber y Jason «Poo Bear» Boyd, la reescribieron. El mánager de Bieber, Scooter Braun, mencionó que «un día me encontré con Diplo en un club y le dije que tenía una canción escrita e interpretada por [Justin], y nos pusimos a mezclar. Finalmente dijo "podemos incluirla en Jack Ü"». Por su parte, Skrillex comentó que se había planteado la cuestión de estar «reacios a trabajar con Bieber y lo que podría hacer para nuestra imagen», pero incluso así dijo que «nunca pensé dos veces antes de trabajar [con él]». Tras su revelación, múltiples columnistas vincularon la letra con Selena Gomez, exnovia de Bieber, especialmente en la línea principal Where are you now that I need ya?—«¿Dónde estás ahora que te necesito?»—. el remix lanzado por el DJ Marshmello, hecho un gran éxito mundial, causando monoteridad en su carrera como productor musical y DJ, fue modificado por Skrillex, convirtiendo en: Where Are Ü Now (Marshmello Remix) (Skrillex Flip). El DJ Slushii lanzó un remix oculto de la canción, dicha pista fue filtrada, y fue controlada, mientras se reproducía en algunas páginas web, dándose a conocer como: Where Are Ü Now (Slushii Can't Find Ü Edit), es una pista más estilizada, que incorpora elementos de trapstep.
Atlantic, Mad Decent y OWSLA publicaron «Where Are Ü Now» como el segundo sencillo del álbum Skrillex and Diplo present Jack Ü (2015), a través de descarga digital el 27 de febrero de 2015. Por otro lado, fue enviado a las radios estadounidenses el 21 de abril. Posteriormente el 16 de junio, salió a la venta mundialmente un EP digital con tres remezclas, y una versión de Ember Island. Finalmente, The Knocks publicaron su propia remezcla del tema en la plataforma SoundCloud.

## Comentarios de los críticos
| «["Where Are Ü Now"] es inesperado en todas las mejores maneras. Tonifica todo lo que sabes sobre Skrillex conservando su don para la dinámica, [mientras que] Diplo pone sus propias tendencias glowstick. La canción combina puñaladas de dancehall y una melodía oriental gloriosamente triste de una manera que recuerda la edad de oro de Timbaland. Es casi como si [Bieber] estuviera dirigiéndose a sus legiones de seguidores, muchos de los cuales, sin duda, han cambiado desde su preocupada transición de niño a hombre-niño». —Ryan Dombal de Pitchfork Media durante su reseña a la canción. |

En su mayoría, la canción recibió buenos comentarios de los críticos musicales. Bradley Stern de MuuMuse señaló que la voz de Bieber es «innegablemente hermosa y dulcemente solitaria», mientras que la producción de tempo «cambia la tan frecuente etiqueta del equipo [de productores]». El periódico español El Mundo, mencionó que en la canción se puede apreciar ritmos «bastante más relajados a los que nos tiene acostumbrados Skrillex», y la voz de Bieber «empastando perfectamente con la base musical» de la canción. En una crítica variada al álbum, Michael Cragg de The Guardian dijo que la pista «abre con una bastante cadenciosa melodía en el primer verso, que se esfuma en el coro». El escritor Khal, de Complex, indicó que existe un «tono sombrío» que conduce a la pista a una «[parte] hipnótica y emotiva». Dan Weiss de la revista Spin notó que «Where Are Ü Now» «viene equipado con una adictiva flauta de selva» que no sonaría «fuera de lugar» en Kala de M.I.A. El crítico Jason Lipshutz de Billboard sostuvo que la canción es «un merecido (y muy necesario) triunfo», y que Bieber es «emotivo, vulnerable y lo suficientemente inteligente como para unir fuerzas con dos de los maestros más confiables de la música electrónica». Ryan Dombal de Pitchfork Media opinó que la canción te hará «conocer [si] Justin Bieber tiene sentimientos, que es una especie de [cosa] increíble en sí mismo». Hayden Manders del sitio web Refinery29, recalcó que a comparación de anteriores trabajos del cantante, en «Where Are Ü Now»; «hay algo más, más matizado». Escribiendo para We Got This Covered, Krista de Leon pensó que la voz de Bieber «complementa el tono tranquilizador», y opinó que «no está mal aceptar que esta colaboración funciona, y funciona bien». David Renshaw de NME dijo que era una pena que las vocales no fueron hechas por alguien «con una voz menos cómicamente angelical».

## Vídeo musical
A finales de mayo de 2015, Jack Ü y Bieber invitaron a sus seguidores a participar en el vídeo de «Where Are Ü Now». La dinámica consistió en que durante tres días, fueron exhibidas fotografías de Bieber en la Seventh Letter Gallery en Los Ángeles, California; con el fin de que los admiradores asistieran y dibujaran «garabatos sobre [el] cuerpo [de Bieber]». Jack Ü mencionó que el vídeo es una «oda para sus fanáticos», mientras que Bieber comentó que el vídeo «es muy artístico. Tenemos arte en el fondo, [es] lo que en realidad [se] está tomando en cada cuadro...Yo ni siquiera sé cómo se va a ver, pero buscamos que sea increíble. Yo solo confío en estos chicos que han estado haciendo un trabajo increíble». El vídeo dirigido por Brewer, fue filmado desde el 22 de mayo, y se estrenó el 26 de junio exclusivamente para dispositivos móviles Samsung, mientras que en YouTube tres días después.
El videoclip inicia con diversos cuadros colgantes en la Seventh Letter Gallery. Tras esto, la cámara se adentra en un cuadro negro donde aparece Bieber cantando la canción. Posteriormente, se muestra el recinto lleno de los fanáticos pintando las fotografías de Bieber, y a su vez, su cuerpo lleno de dibujos y grafitis. En siguientes escenas, su brazo se comienza a llenar de pintura hasta llegar a su cara. Finalmente, Bieber baila en una sala con humo detrás, mientras el entorno nuevamente se llena de grafiti.

## Remezclas
| «Where Are Ü Now [Remixes]» — EP |                                             |          |  |
| N.º                              | Título                                      | Duración |  |
| 1.                               | «Where Are Ü Now» (Kaskade Remix)           | 5:07     |  |
| 2.                               | «Where Are Ü Now» (Rustie Remix)            | 3:59     |  |
| 3.                               | «Where Are Ü Now» (Marshmello Remix)        | 3:26     |  |
| 4.                               | «Where Are Ü Now» (versión de Ember Island) | 2:32     |  |

## Posicionamiento en listas

### Semanales
| País (Lista 2015)                           | Mejor posición |
| ------------------------------------------- | -------------- |
| Alemania                                    | 33             |
| Australia                                   | 3              |
| Australia (Dance Singles Chart)             | 2              |
| Austria                                     | 29             |
| Bélgica Flandes                             | 20             |
| Bélgica Valonia                             | 14             |
| Canadá                                      | 6              |
| Dinamarca                                   | 8              |
| Escocia                                     | 9              |
| Eslovaquia (Rádio Top 100)                  | 45             |
| Eslovaquia (Singles Digitál Top 100)        | 10             |
| España                                      | 32             |
| Estados Unidos (Billboard Hot 100)          | 8              |
| Estados Unidos (Hot Dance/Electronic Songs) | 1              |
| Estados Unidos (Dance Club Songs)           | 32             |
| Estados Unidos (Pop Songs)                  | 7              |
| Estados Unidos (Rhythmic Songs)             | 13             |
| Finlandia                                   | 7              |
| Francia                                     | 24             |
| Irlanda                                     | 9              |
| Italia                                      | 27             |
| Líbano                                      | 19             |
| Líbano (English Top 20)                     | 11             |
| Noruega                                     | 12             |
| Nueva Zelanda                               | 3              |
| Países Bajos (Dutch Top 40)                 | 14             |
| Países Bajos (Single Top 100)               | 13             |
| Reino Unido                                 | 3              |
| Reino Unido (UK Dance Chart)                | 1              |
| República Checa (Rádio Top 100)             | 68             |
| República Checa (Singles Digitál Top 100)   | 13             |
| Suecia                                      | 6              |
| Suiza                                       | 28             |

## Certificaciones
| País (organismo certificador) | Certificación |
| ----------------------------- | ------------- |
| Australia (ARIA)              | Platino       |
| Bélgica (BEA)                 | Platino       |
| Canadá (Music Canada)         | Platino       |
| Dinamarca (IFPI — Dinamarca)  | Oro           |
| Estados Unidos (RIAA)         | Platino       |
| Francia (SNEP)                | Platino       |
| Italia (FIMI)                 | Oro           |
| Nueva Zelanda (RMNZ)          | Platino       |
| Reino Unido (BPI)             | Oro           |
| Suecia (GLF)                  | Platino       |